# Jammu và Kashmir (phiên quốc)
Jammu và Kashmir (tiếng Hindi: जम्मू और कश्मी; tiếng Anh: Princely State Jammu & Kashmir), tên gọi chính thức là Phiên vương quốc Kashmir và Jammu, là một phiên vương quốc thuộc quyền bảo hộ của Công ty Đông Ấn Anh và sau này là của Raj thuộc Anh từ năm 1846 đến năm 1952. Phiên quốc được lập ra từ các lãnh thổ của Đế quốc Sikh sau khi người Sikh thất bại trong Chiến tranh Anh-Sikh lần thứ nhất. Trong suốt thời kỳ Đế quốc Anh thống trị tiểu lục địa Ấn Độ, Jammu & Kashmir luôn là phiên quốc có diện tích lớn nhất và dân số thì xếp thứ 2, chỉ sau Phiên quốc Hyderabad, ngoài ra các nhà cai trị của Kashmir hưởng vinh dự được chào mừng bằng 21 phát súng đại bác trong các dịp nghi lễ.
Vào thời điểm người Anh trả lại độc lập cho Tiểu lục địa Ấn Độ và các phiên vương phải chọn gia nhập Ấn Độ hay Pakistan, Hari Singh, người cai trị Jammu và Kashmir đã trì hoãn việc đưa ra quyết định về tương lai lãnh thổ của mình. Tuy nhiên, một cuộc nỗi dậy ở các quận phía Tây của phiên quốc, sau đó là cuộc tấn công của những kẻ cướp phá từ tỉnh Biên giới Tây Bắc lân cận, được Pakistan hậu thuẫn, đã buộc ông quyết định xin gia nhập Ấn Độ vào ngày 26/10/1947, để đổi lấy việc Quân đội Ấn Độ tiến vào Kashmir bằng đường không vận để giao chiến với các lực lượng do Pakistan hậu thuẫn, bắt đầu cho cái gọi là Xung đột Kashmir. Các quận phía Tây và phía Bắc hiện nay được gọi là Azad Kashmir và Gilgit-Baltistan đã nằm dưới quyền kiểm soát của Pakistan, những phần lãnh thổ còn lại vẫn thuộc quyền kiểm soát của Ấn Độ, ngày nay được gọi là Lãnh thổ liên bang Jammu & Kashmir và Ladakh.

## Các nhà cai trị
| Portrait | Name                            | Reign                   | Notes |
| -------- | ------------------------------- | ----------------------- | --- |
|          | Gulab Singh                     | 16/031846 – 20/02/1856  | Người sáng lập vương triều Dogra và là Maharaja đầu tiên của Vương quốc Jammu và Kashmir, một trong những phiên quốc lớn nhất dưới thời Raj thuộc Anh, được thành lập sau sự thất bại của Đế chế Sikh trong Chiến tranh Anh-Sikh lần thứ nhất. Hiệp ước Amritsar (1846) hợp pháp hóa việc người Anh bán cho Gulab Singh với giá 7.500.000 Rupee Nanakshahee tất cả các vùng đất ở Jammu và Kashmir đã được người Sikh nhượng lại cho họ bởi Hiệp ước Lahore. |
|          | Ranbir Singh                    | 20/02/1856 – 12/09/1885 | Lên ngôi năm 1856 sau khi Gulab Singh thoái vị vì sức khỏe kém. Ông liên minh với người Anh trong cuộc Khởi nghĩa Ấn Độ 1857. Ông cũng gửi quân của mình để giúp người Anh trong Cuộc vây hãm Delhi. Anh tiếp tục thôn tính Gilgit, nơi trước đó đã chứng kiến một cuộc nổi dậy chống lại nhà nước. |
|          | Pratap Singh                    | 12/09/1885 – 23/09/1925 | Trị vì trong 40 năm từ 1885 đến 1925, lâu nhất trong tất cả các nhà cai trị của vương triều Dogra. Ông đã thành lập các cơ quan tự quản địa phương, các quy trình dân chủ, hệ thống giáo dục, chăm sóc sức khỏe, vệ sinh và phát triển cơ sở hạ tầng trong thời gian cầm quyền của mình. |
|          | Hari Singh                      | 23/09/1925 – 17/11/1952 | Lên ngôi sau cái chết của chú mình, Maharaja Pratap Singh vào năm 1925. Ông ký sắc chỉ đưa Jammu và Kashmir gia nhập Lãnh thổ tự trị Ấn Độ vào ngày 26/10/1947. Ông vẫn là Maharaja chính thức của nhà nước cho đến năm 1952, khi chế độ quân chủ bị Chính phủ Ấn Độ bãi bỏ. |
|          | Karan Singh (Nhiếp chính vương) | 20/06/1949 – 17/11/1952 | Được bổ nhiệm làm Nhiếp chính vương của Jammu và Kashmir vào năm 1949, ở tuổi 18 và phục vụ cho đến khi chế độ quân chủ bị bãi bỏ vào năm 1952. Ông được bổ nhiệm làm 'Sadr-e-Riyasat' ('Nguyên thủ quốc gia') vào năm 1952 và Thống đốc Bang vào năm 1964. |

## Địa lý
Phiên quốc Jammu & Kashmir là một vùng đất rộng 222.440 km2, với chủ yếu là đồi núi, trải dài trong vùng kinh vĩ độ: 32 ° 17 'đến 36 ° 58' Bắc và từ 73 ° 26 'đến 80 ° 30' Đông. Trong đó, Jammu nằm ở cực Nam của lãnh thổ, và tiếp giáp với các quận của Punjab, gồm: Quận Jhelum, Quận Gujrat, Quận Sialkot và Quận Gurdaspur. Có một rìa đất bằng phẳng dọc theo biên giới với Punjab, được bao quanh bởi đồi núi thấp với cây cối thưa thớt, nơi đây gọi là Kandi, nó chính là quê hương của người Chibs và Dogras. Để đi về phía Bắc, bạn phải leo qua một dãy núi cao 2.400 m (8.000 feet).
Jammu & Kashmir có khí hậu ôn đới, với những khu rừng sồi, đỗ quyên Ấn, cây dẻ, và trên những khu núi cao thì có cây thông và Tuyết tùng Himalaya. Vì phần lớn lãnh thổ nằm trên vùng núi cao, nên chúng chủ yếu được thoát nước thông qua các hẽm núi sâu của các con sông, chẳng hạn như Bhadarwah và Kishtwar được thoát nước bởi sông Chenab, trong đó thung lũng Kashmir thì được thoát nước bởi sông Jhelum.

## Ngập lụt
Năm 1893, sau 52 giờ mưa liên tục, lũ lụt rất nghiêm trọng đã xảy ra ở thung lũng Jhelum và gây nhiều thiệt hại cho Srinagar. Nhưng trận lụt nghiêm trọng nhất trong lịch sử của Jammu & Kashmir diễn ra vào năm 1903, đây được xem là một thảm hoạ lớn.